# Sis dies d'Anvers
Els Sis dies d'Anvers era una cursa de ciclisme en pista, de la modalitat de sis dies, que es corria al Sportpaleis d'Anvers (Bèlgica). La seva primera edició data del 1934 i es van disputar fins al 1994 amb algunes interrupcions.
L'any 1956, Stan Ockers, un dels guanyadors, va morir a conseqüència d'una caiguda.

## Palmarès
| Any      | Primers                                                 | Segons                                                     | Tercers                                                  |
| -------- | ------------------------------------------------------- | ---------------------------------------------------------- | -------------------------------------------------------- |
| 1934     | Jan Pijnenburg · Cor Wals                               | Albert Buysse · Roger Deneef                               | Emil Richli · Adolf Schön                                |
| 1935     | Learco Guerra · Adolf Van Nevele                        | René Martin · Dieudonné Smets                              | Frans Bonduel · Constant Huys                            |
| 1936     | Kamiel Dekuysscher · Roger Deneef                       | Adolphe Charlier · Maurice Depauw                          | Georges Ronsse · Adolf Schön                             |
| 1937     | Jan Pijnenburg · Frans Slaats                           | Albert Billiet · Albert Buysse                             | Maurice Depauw · Georges Ronsse                          |
| 1938     | Albert Billiet · Albert Buysse                          | Cees Pellenaars · Frans Slaats                             | Jan Pijnenburg · Cor Wals                                |
| 1939     | Albert Billiet · Albert Buysse                          | Gerrit Boeyen · Cor Wals                                   | Karel Kaers · Omer De Bruycker                           |
| 1940     | Gerrit Boeyen · Gerrit Schulte                          | Achiel Bruneel · Roger Deneef                              | Robert Naeye · Adelin Van Simaeys                        |
| 1941-46  | No disputats                                            | No disputats                                               | No disputats                                             |
| 1947     | Achiel Bruneel · Omer De Bruycker                       | Gerrit Boeyen · Gerrit Schulte                             | Guy Lapébie · Arthur Sérès                               |
| 1948     | René Adriaenssens · Albert Bruylandt                    | Maurice Depauw · Edward Thyssen                            | Stan Ockers · Rik Van Steenbergen                        |
| 1949     | Gerrit Boeyen · Gerrit Schulte                          | Cees Pellenaars · Gerrit Peters                            | Maurice Depauw jr. · Robert Naeye                        |
| 1950     | Achiel Bruneel · Rik Van Steenbergen                    | Gerrit Peters · Gerrit Schulte                             | Edward Thyssen · Arie van Vliet                          |
| 1951     | Reginald Arnold · Alfred Strom                          | René Adriaenssens · Albert Bruylandt                       | Achiel Bruneel · Josef De Beuckelaer                     |
| 1952     | Reginald Arnold · Alfred Strom                          | Achiel Bruneel · Rik Van Steenbergen                       | Gerrit Peters · Gerrit Schulte                           |
| 1953     | Achiel Bruneel · Oskar Plattner                         | Gerrit Peters · Gerrit Schulte                             | Dominique Forlini · Ferdinando Terruzzi                  |
| 1954     | Gerrit Peters · Gerrit Schulte                          | Oskar Plattner · Armin Von Büren                           | Stan Ockers · Rik Van Steenbergen                        |
| 1955     | Stan Ockers · Rik Van Steenbergen                       | Gerrit Peters · Gerrit Schulte                             | Walter Bucher · Jean Roth                                |
| 1956     | Reginald Arnold · Stan Ockers · Jean Roth               | Arsène Rijckaert · Emiel Severeyns · Rik Van Steenbergen   | Jan Derksen · Gerrit Peters · Gerrit Schulte             |
| 1957     | Reginald Arnold · Willy Lauwers · Ferdinando Terruzzi   | Lucien Gillen · Gerrit Schulte · Armin Von Büren           | Emiel Severeyns · Willy Vannitsen · Rik Van Steenbergen  |
| 1958     | Reginald Arnold · Emiel Severeyns · Rik Van Steenbergen | Klaus Bugdahl · Jean Roth · Gerrit Schulte                 | Jan Derksen · Wout Wagtmans · Wim van Est                |
| 1959 (1) | Klaus Bugdahl · Gerrit Schulte · Peter Post             | Reginald Arnold · Paul Depaepe · Ferdinando Terruzzi       | Emiel Severeyns · Rik Van Steenbergen · Willy Lauwers    |
| 1959 (2) | Jo de Roo · Jan Palmans                                 | Maurice Joossen · Jos Verachtert                           | August Peeters · Leo Proost                              |
| 1960     | Jan Plantaz · Peter Post · Gerrit Schulte               | Léo Proost · Emiel Severeyns · Rik Van Steenbergen         | Frans Aerenhouts · Reginald Arnold · Ferdinando Terruzzi |
| 1961     | Peter Post · Willy Vannitsen · Rik Van Looy             | Gilbert Maes · Emiel Severeyns · Rik Van Steenbergen       | Palle Lykke Jensen · Kay Werner Nielsen · Léo Proost     |
| 1962     | Oscar Plattner · Peter Post · Rik Van Looy              | Palle Lykke Jensen · Emiel Severeyns · Rik Van Steenbergen | Reginald Arnold · Klaus Bugdahl · Fritz Pfenninger       |
| 1963     | Palle Lykke Jensen · Léo Proost · Rik Van Steenbergen   | Reginald Arnold · Peter Post · Willy Vannitsen             | Klaus Bugdahl · Fritz Pfenninger · Hugo Scrayen          |
| 1964     | Noël Foré · Fritz Pfenninger · Peter Post               | Palle Lykke Jensen · Léo Proost · Rik Van Steenbergen      | Klaus Bugdahl · Sigi Renz · Hugo Scrayen                 |
| 1965     | Klaus Bugdahl · Jan Janssen · Peter Post                | Freddy Eugen · Palle Lykke Jensen · Rik Van Steenbergen    | Patrick Sercu · Emiel Severeyns · Théo Verschueren       |
| 1966     | Jan Janssen · Peter Post · Fritz Pfenninger             | Klaus Bugdahl · Eddy Merckx · Patrick Sercu                | Ron Baensch · Léo Proost · Joseph Verachtert             |
| 1967     | Jan Janssen · Peter Post · Fritz Pfenninger             | Klaus Bugdahl · Eddy Merckx · Patrick Sercu                | Léo Proost · Emiel Severeyns · Tom Simpson               |
| 1968     | Sigi Renz · Emiel Severeyns · Théo Verschueren          | Fritz Pfenninger · Peter Post · Rik Van Looy               | Klaus Bugdahl · Jan Janssen · Patrick Sercu              |
| 1969     | Peter Post · Patrick Sercu · Rik Van Looy               | Léo Duyndam · Fritz Pfenninger · Léo Proost                | Sigi Renz · Emiel Severeyns · Théo Verschueren           |
| 1970     | Klaus Bugdahl · René Pijnen · Peter Post                | Romain Deloof · Patrick Sercu · Alain Van Lancker          | Sigi Renz · Théo Verschueren · Rik Van Looy              |
| 1971     | Léo Duyndam · René Pijnen · Peter Post                  | Dieter Kemper · Jean-Pierre Monséré · Julien Stevens       | Walter Godefroot · Sigi Renz · Théo Verschueren          |
| 1972     | Léo Duyndam · René Pijnen · Théo Verschueren            | Patrick Sercu · Alain Van Lancker · Rik Van Linden         | Graeme Gilmore · Wolfgang Schulze · Julien Stevens       |
| 1973     | Léo Duyndam · Gérard Koel · René Pijnen                 | Klaus Bugdahl · Graeme Gilmore · Cyrille Guimard           | Walter Godefroot · Norbert Seeuws · Théo Verschueren     |
| 1974     | Eddy Merckx · Patrick Sercu                             | René Pijnen · Rik Van Linden                               | Léo Duyndam · Gerben Karstens                            |
| 1975     | Eddy Merckx · Patrick Sercu                             | Graeme Gilmore · Julien Stevens                            | René Pijnen · Alain Van Lancker                          |
| 1976     | Eddy Merckx · Patrick Sercu                             | Dieter Kemper · Freddy Maertens                            | Graeme Gilmore · Rik Van Linden                          |
| 1977     | Freddy Maertens · Patrick Sercu                         | Albert Fritz · Marc Demeyer                                | René Pijnen · Rik Van Linden                             |
| 1978     | Danny Clark · Freddy Maertens                           | Donald Allan · René Pijnen                                 | Roman Hermann · Marc Demeyer                             |
| 1979     | Albert Fritz · René Pijnen · Michel Vaarten             | Patrick Sercu · Roger De Vlaeminck · Rik Van Linden        | Ferdinand Bracke · Wilfried Peffgen · Stan Tourné        |
| 1980     | Wilfried Peffgen · René Pijnen · Roger De Vlaeminck     | Donald Allan · Danny Clark · Fons De Wolf                  | Roman Hermann · Horst Schütz · Gery Verlinden            |
| 1981     | René Pijnen · Fons De Wolf                              | Wilfried Peffgen · Stan Tourné                             | Roman Hermann · Michel Vaarten                           |
| 1982     | Patrick Sercu · Roger De Vlaeminck                      | Gert Frank · René Pijnen                                   | Donald Allan · Stan Tourné                               |
| 1983     | René Pijnen · Stan Tourné                               | Patrick Sercu · Etienne De Wilde                           | Roman Hermann · Michel Vaarten                           |
| 1984-86  | No disputats                                            | No disputats                                               | No disputats                                             |
| 1987     | Danny Clark · Etienne De Wilde                          | Roman Hermann · Stan Tourné                                | Anthony Doyle · Eric Vanderaerden                        |
| 1988     | Stan Tourné · Etienne De Wilde                          | Danny Clark · Roger Ilegems                                | Adriano Baffi · Anthony Doyle                            |
| 1989     | No disputats                                            | No disputats                                               | No disputats                                             |
| 1990     | Eric Vanderaerden · Etienne De Wilde                    | Pierangelo Bincoletto · Guido Bontempi                     | Johan Bruyneel · Danny Clark                             |
| 1991     | Rudy Dhaenens · Etienne De Wilde                        | Stan Tourné · Jens Veggerby                                | Johan Bruyneel · Danny Clark                             |
| 1992     | Stan Tourné · Jens Veggerby                             | Urs Freuler · Peter Pieters                                | Adriano Baffi · Pierangelo Bincoletto                    |
| 1993     | Konstantín Khrabtsov · Etienne De Wilde                 | Urs Freuler · Peter Pieters                                | Pierangelo Bincoletto · Guido Bontempi                   |
| 1994     | Jens Veggerby · Etienne De Wilde                        | Adriano Baffi · Pierangelo Bincoletto                      | Kurt Betschart · Bruno Risi                              |